# 山繆·維特威
塞缪尔·斯圖爾特·“薩姆”·威特沃（英語：Samuel Stewart "Sam" Witwer，1977年10月20日—）是美國的一名演員和音樂人。他最著名的作品有《太空堡壘卡拉狄加》和《超人前傳》等。

## 外部連結
- Sam Witwer在互联网电影资料库（IMDb）上的資料（英文）
- Sam Witwer在TV Guide
- The Crashtones